# Vähä Lehmämaa
Vähä Lehmämaa är en ö i Finland. Den ligger i Skärgårdshavet och i kommunen Nystad i den ekonomiska regionen  Nystadsregionen i landskapet Egentliga Finland, i den sydvästra delen av landet. Ön ligger omkring 56 kilometer väster om Åbo och omkring 210 kilometer väster om Helsingfors.
Öns area är 34,5 hektar och dess största längd är 1,2 kilometer i nord-sydlig riktning. Ön höjer sig omkring 10 meter över havsytan.